# 七星畫壇
七星畫壇，為台灣第一個畫會團體，由當時台灣的七位青年藝術家為推動美術風氣所成立。

## 沿革
1924年由倪蔣懷領導，在啟蒙老師、日籍畫家石川欽一郎的鼓勵下，偕同北師校友陳英聲、陳承藩、陳銀用、藍蔭鼎，及從日返台的陳澄波與陳植棋在台北成立畫會，以推動台灣美術風氣，因成員人數為七，便以台北近郊七星山之名為畫會名，稱「七星畫壇」；七星具有北斗七星之意涵，在群星中不減其光芒，在空中位在樞紐地帶，此名亦有自我期許之意。每年於臺北博物館舉辦一次作品展覽會，以油畫、水彩畫為主要作品。
同年，在三位出身東京美術學校的校友在台灣南部亦成立赤陽會，由陳澄波、顏水龍及廖繼春等來自南部的畫家組成，1927年於台南公會堂舉辦聯展。1928年，七星畫壇與赤楊社在東京合併，並擴大組織成員，組成赤島社。1929年七星畫壇解散。